# Скачиловка
Скачиловка — деревня Кудрявщинского сельсовета Данковского района Липецкой области.

## География
Находится западнее деревни Бибиково.
Через Скачиловку проходит проселочная дорога; на территории деревни имеется большой водоём, образованный рекой, впадающей в Дон.

## Население
| 2010 |
| ---- |
| 6    |

Население деревни в 2009 году составляло 7 человек (7 дворов), в 2013 году — 8 человек (5 дворов), в 2015 году — 6 человек.